# بقرية (نبات)
البقرية أو المُدِرَّة (الاسم العلمي: Vaccaria) هي جنس من النباتات يتبع الفصيلة القرنفلية من رتبة القرنفليات.

## أنواع نبات البقرية
- بقرية إسبانية أو فول العرب (الاسم العلمي:Vaccaria hispanica)

### أنواع غير مؤكدة
- بقرية حقلية (الاسم العلمي:Vaccaria arvensis)
- بقرية قصيرة الكأس (الاسم العلمي:Vaccaria brachycalyx)
- بقرية محصورة (الاسم العلمي:Vaccaria inclusa)
- بقرية كتانية الزهر (الاسم العلمي:Vaccaria liniflora)
- بقرية لاطئة الأوراق (الاسم العلمي:Vaccaria sessilifolia)
- بقرية مألوفة (الاسم العلمي:Vaccaria vaccaria)